# Príslop, Snina
Príslop este o comună slovacă, aflată în districtul Snina din regiunea Prešov, pe malul râului Príslopský potok (prítok Uličky)⁠(d). Localitatea se află la altitudinea de 432 m deasupra n.m., se întinde pe o suprafață de 6,18 km2 și în 2017 număra 54 de locuitori. Se învecinează cu Stakčín, Topoľa și Stakčínska Roztoka, Snina.

## Istoric
Localitatea Príslop este atestată documentar din 1568.

## Demografie
| An:                | 1994 | 2004    | 2014   | 2024 |
| ------------------ | ---- | ------- | ------ | ---- |
| Număr de persoane: | 95   | 66      | 60     | 39   |
| Diferență:         |      | −30,52% | −9,09% | −35% |

| An:                | 2023 | 2024   |
| ------------------ | ---- | ------ |
| Număr de persoane: | 37   | 39     |
| Diferență:         |      | +5,40% |